# Wróć do mnie
Wróć do mnie (oryg. Return to Me) – komedia romantyczna produkcji amerykańskiej, zrealizowana w roku 2000.

## Opis fabuły
Młody architekt, Bob Rueland, nie może się otrząsnąć po tragicznej śmierci żony. Pewnego dnia, wyciągnięty na siłę z mieszkania przez kolegę, poznaje młodą kobietę, której niedawno przeszczepiono serce.